# Grover Washington Jr.
Grover Washington Jr. (Buffalo, 12 dicembre 1943 – New York, 17 dicembre 1999) è stato un sassofonista jazz-funk statunitense.
Insieme a George Benson, David Sanborn, Bob James, Chuck Mangione, Herb Alpert, e Spyro Gyra, è considerato da molti uno dei padri fondatori dello smooth jazz.

## Biografia
Sua madre era una corista in chiesa, suo padre era un collezionista di vecchi dischi in vinile e un discreto sassofonista; la musica era dovunque in casa. Crebbe ascoltando i dischi di grandi band leader come Benny Goodman, Fletcher Henderson ed altri. Ad 8 anni, suo padre gli regalò un sassofono.
Lasciò la sua città ed andò a suonare ad ovest con un gruppo chiamato Four Clefs. Fu chiamato alle armi nell'esercito degli USA, ma la guerra gli portò fortuna poiché conobbe il batterista Billy Cobham. Cobham, musicista di New York, presentò Grover Washington a molti musicisti della città. Dopo aver lasciato le armi (1967) iniziò ad esibirsi nei locali di New York, e poi anche a Philadelphia.
A cavallo tra gli anni settanta e gli anni ottanta, Grover Washington scrisse alcune tra le più famose composizioni del suo genere tra cui Mr. Magic, Black Frost e The Best Is Yet to Come. Oltretutto realizzò duetti con molti artisti come Bill Withers in Just the Two of Us e con Phyllis Hyman in A Sacred Kind of Love.
È ricordato per aver partecipato con Dave Brubeck in Take Another Five, e Soulful Strut.
Morì il 17 dicembre 1999, alle 19:30, all'età di 56 anni, stroncato da un improvviso attacco cardiaco.

## Discografia
- 1971: Inner City Blues
- 1972: All the King's Horses
- 1973: Soul Box
- 1974: Mister Magic
- 1975: Feels So Good
- 1976: A Secret Place
- 1978: Live at the Bijou
- 1979: Skylarkin'
- 1979: Paradise
- 1979: Reed Seed
- 1980: Winelight
- 1980: Come Morning
- 1981: Baddest
- 1982: The Best Is Yet to Come
- 1984: Inside Moves
- 1985: Anthology
- 1986: House Full of Love (Music from The Cosby Show)
- 1987: Strawberry Moon
- 1988: Then and Now
- 1989: Time Out of Mind
- 1992: Next Exit
- 1994: All My Tomorrows
- 1996: Soulful Strut
- 2000: Aria